# Araneus urubamba
Araneus urubamba är en spindelart som beskrevs av Levi 1991. Araneus urubamba ingår i släktet Araneus och familjen hjulspindlar.
Artens utbredningsområde är Peru. Inga underarter finns listade i Catalogue of Life.